# 鴨志田町
鴨志田町（かもしだちょう）は、神奈川県横浜市青葉区の地名。「丁目」の設定のない単独町名である。住居表示未実施区域。

## 地理
横浜市青葉区西部に位置する。東は鉄町、西は奈良町、南はたちばな台・若草台・桂台・すみよし台、北は寺家町・東京都町田市三輪町と接している。また、成合町とも囲むように接している。町域内は東部が鶴見川西岸の緑の色濃い地域となっている一方、西部は住宅地となっており、鴨志田団地がある。
また、町域内には横浜市立鴨志田第一小学校、横浜市立鴨志田緑小学校、横浜市立鴨志田中学校、日本体育大学横浜健志台キャンパス、横浜美術大学、横浜鴨志田郵便局が置かれている。

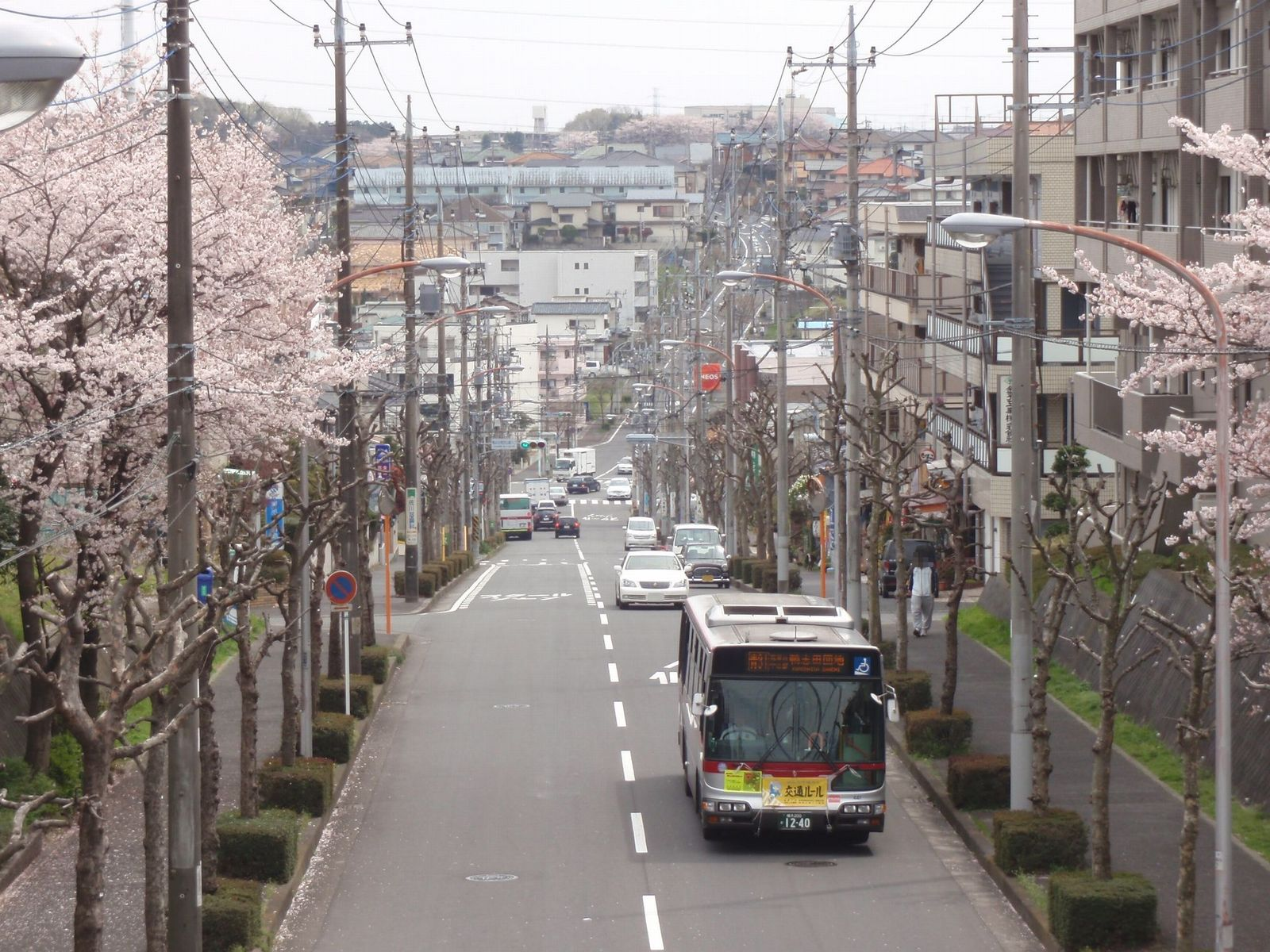
鴨志田団地から南を見る

### 字
下耕地、下谷戸、念仏堂、中谷戸、明下入、町山、薬師堂、金久保、上耕地、上谷戸

### 地価
住宅地の地価は、2025年（令和7年）1月1日の公示地価によれば、鴨志田町803番17の地点で22万8000円/m2、鴨志田町554番26の地点で19万8000円/m2となっている。

## 歴史

### 沿革
- 1868年（慶応4年）6月17日 - 廃藩置県により神奈川府を設置。神奈川府都筑郡鴨志田村となる。
- 1868年（明治元年）9月1日 - 神奈川府が神奈川県となり、神奈川県都筑郡鴨志田村となる。
- 1889年（明治22年） - 都筑郡市ケ尾村、上谷本村、下谷本村、成合村、寺家村、鉄村、黒須田村、大場村、西八朔村、北八朔村、小山村、青砥村および下麻生村の一部と合併し、都筑郡中里村大字鴨志田となる。
- 1939年（昭和14年）4月1日 - 横浜市に編入し、新市域の一部より港北区となる。また、大字が町となり、横浜市港北区鴨志田町となる[7]。
- 1969年（昭和44年）10月1日 - 港北区から緑区が分区。横浜市緑区鴨志田町となる[8]。
- 1969年（昭和44年）10月9日 - 耕地整理に伴い、一部を寺家町に編入する[9]。
- 1971年（昭和46年）1月26日 - 土地区画整理事業（成合）に伴い[10]、一部を新設されたたちばな台一丁目・たちばな台二丁目に編入する[11]。
- 1976年（昭和51年）7月16日 - 土地区画整理事業（奈良恩田）[10]に伴い、一部を恩田町、新設されたすみよし台に編入する[12]。
- 1977年（昭和52年）2月26日 - 土地区画整理事業（鴨志田第二）[10]に伴い、一部を若草台に編入し、たちばな台二丁目との境界を変更する[12]。
- 1980年（昭和55年）3月29日 - 土地区画整理事業（鴨志田）[10]に伴い、寺家町の一部を編入する[13]。
- 1982年（昭和57年）1月10日 - 土地区画整理事業（恩田第五）[10]に伴い、一部を新設された桂台二丁目に編入する[14]。
- 1983年（昭和58年）11月19日 - 土地改良事業に伴い、一部をたちばな台一丁目に編入、成合町の一部を編入し、鉄町との境界を変更する[15]。
- 1991年（平成3年）2月12日 - 町界町名地番整理事業に伴い、すみよし台との境界を変更する[16]。
- 1994年（平成6年）11月6日 - 港北区と緑区を再編し、青葉区と都筑区を新設。横浜市青葉区鴨志田町となる[17]。

### 町名の変遷
| 実施後   | 実施年月日   | 実施前（各町名ともその一部） |
| -------- | ------------ | ---------------------------- |
| 鴨志田町 | 1939年4月1日 | 大字鴨志田                   |

## 世帯数と人口
2025年（令和7年）6月30日現在（横浜市発表）の世帯数と人口は以下の通りである。
| 町丁     | 世帯数    | 人口    |
| -------- | --------- | ------- |
| 鴨志田町 | 3,947世帯 | 8,257人 |

### 人口の変遷
国勢調査による人口の推移。
| 年                 | 人口  |
| ------------------ | ----- |
| 1995年（平成7年）  | 9,607 |
| 2000年（平成12年） | 9,187 |
| 2005年（平成17年） | 9,174 |
| 2010年（平成22年） | 9,108 |
| 2015年（平成27年） | 9,239 |
| 2020年（令和2年）  | 8,849 |

### 世帯数の変遷
国勢調査による世帯数の推移。
| 年                 | 世帯数 |
| ------------------ | ------ |
| 1995年（平成7年）  | 2,891  |
| 2000年（平成12年） | 3,010  |
| 2005年（平成17年） | 3,094  |
| 2010年（平成22年） | 3,181  |
| 2015年（平成27年） | 3,380  |
| 2020年（令和2年）  | 3,463  |

## 学区
市立小・中学校に通う場合、学区は以下の通りとなる（2024年11月時点）。
| 番地 | 小学校                   | 中学校               |
| --- | ------------------------ | -------------------- |
| 2〜4番地、6〜16番地 22番地、27〜86番地 88〜91番地、93番地 102番地、133〜143番地 746〜748番地、758番地 761〜779番地、801〜1142番地 1145〜1181番地、1183〜1186番地 1189〜1199番地、1255〜1282番地         | 横浜市立鴨志田第一小学校 | 横浜市立鴨志田中学校 |
| 1番地、5番地 17〜21番地、23〜26番地 87番地、92番地 94〜101番地、103〜132番地 144〜745番地、749〜757番地 759〜760番地、780〜800番地 1143〜1144番地、1182番地 1187〜1188番地、1200〜1254番地 1283番地以降 | 横浜市立鴨志田緑小学校   | 横浜市立鴨志田中学校 |

## 事業所
2021年（令和3年）現在の経済センサス調査による事業所数と従業員数は以下の通りである。
| 町丁     | 事業所数  | 従業員数 |
| -------- | --------- | -------- |
| 鴨志田町 | 201事業所 | 3,443人  |

### 事業者数の変遷
経済センサスによる事業所数の推移。
| 年                 | 事業者数 |
| ------------------ | -------- |
| 2016年（平成28年） | 182      |
| 2021年（令和3年）  | 201      |

### 従業員数の変遷
経済センサスによる従業員数の推移。
| 年                 | 従業員数 |
| ------------------ | -------- |
| 2016年（平成28年） | 3,078    |
| 2021年（令和3年）  | 3,443    |

## 施設
- ナザレ幼稚園
- 横浜市立鴨志田第一小学校
- 横浜市立鴨志田緑小学校
- 横浜市立鴨志田中学校
- 日本体育大学横浜健志台キャンパス
- 横浜美術大学
- 横浜鴨志田郵便局
- 三菱ケミカル横浜研究センター
- 田辺三菱製薬横浜事業所
- 青葉警察署 鴨志田交番

## その他

### 日本郵便
- 郵便番号 : 227-0033[3]（集配局：青葉郵便局[27]）

### 警察
町内の警察の管轄区域は以下の通りである。
| 番・番地等 | 警察署     | 交番・駐在所 |
| ---------- | ---------- | ------------ |
| 全域       | 青葉警察署 | 鴨志田交番   |